# Heidi Mohr
Heidi Mohr (Weinheim, 1967. május 29. – Weinheim, 2019. február 7.) háromszoros Európa-bajnok válogatott német labdarúgó, csatár.

## Pályafutása

### Klubcsapatban
1986 és 1994 között a TuS Niederkirchen, 1994–95-ben a TuS Ahrbach, 1995 és 2000 között az 1. FFC Frankfurt labdarúgója volt. 1991 és 1995 között sorozatban öt alkalommal volt a Bundesliga gólkirálynője.

### A válogatottban
1986 és 1996 között 104 alkalommal szerepelt a német válogatottban (1991-ig nyugatnémet válogatottban) és 83 gólt szerzett. Négy Európa-bajnokságon vett részt, ahol három alkalommal (1989, 1991, 1995) aranyérmet nyert a csapattal. Tagja volt az 1991-es kínai, az 1995-ös svédországi világbajnokságon részt vevő válogatottnak. A svédországi tornán ezüstérmet szerzett a csapattal. Részt vett az 1996-os atlantai olimpián is.

## Sikerei, díjai
NSZK és Németország
- Világbajnokság
  - ezüstérmes: 1995
- Európa-bajnokság
  - aranyérmes (3): 1989, 1991, 1995
  - gólkirálynő: 1991 (4 gól)

 TuS Niderkirchen
- Német bajnokság
  - bajnok: 1992–93
  - gólkirálynő (4): 1990–91, 1991–92, 1992–93, 1993–94

 TuS Ahrbach
- Német bajnokság
  - gólkirálynő: 1994–95

 1. FFC Frankfurt
- Német bajnokság
  - bajnok: 1998–99
- Német kupa
  - győztes (2): 1999, 2000